# Gare de Franière
La gare de Franière est une gare ferroviaire belge de la ligne 130, de Namur à Charleroi, située à Franière section de la commune de Floreffe dans la province de Namur en région wallonne.
Elle est mise en service en 1871 par l'administration des chemins de fer de l'État belge. C'est un point d'arrêt sans personnel de la Société nationale des chemins de fer belges (SNCB) desservi par des trains Suburbains (S) (Réseau S de Charleroi).

## Situation ferroviaire
Établie à 92 m d'altitude, la gare de Franière est située au point kilométrique (PK) 71,400 de la ligne 130, de Namur à Charleroi, entre les gares de Floreffe et de Moustier.

## Histoire
La station de Franière est mise en service, le 9 avril 1871 par l'administration des chemins de fer de l'État belge. Construit peu après, le bâtiment de la gare est dû à l'architecte Émile Robert.
Doté d'une aile de 6 travées, d'un corps de logis à étage et d'une aile de service, il est décoré de bandeaux de brique jaune et de pierre de taille au soubassement, pignons et linteaux. La gare d'Aiseau avait un bâtiment identique, à la disposition inversée, démoli depuis. 
Les gares de Jemeppe-sur-Sambre et Falisolle, du même architecte, ont un aspect très proche mais leur façade est quasi entièrement recouverte de pierre de plusieurs couleurs avec quelques surfaces en brique jaune. 
Le guichet ferme le 23 mai 1993, le bâtiment demeure sur place.
Le bâtiment de la gare est mis en vente en 2021. Peu après, les quais sont rehaussés, causant le démontage de la marquise du bâtiment.

## Service des voyageurs

### Accueil
Halte SNCB, c'est un point d'arrêt non géré (PANG) à accès libre.

### Desserte
Franière est desservie par des trains Suburbains (S) (ligne S61) de la SNCB  qui effectuent des missions sur la ligne 130 Charleroi-Namur (voir fiche horaire).

#### Semaine
Il existe deux trains S61 par heure : les premiers reliant Jambes (ou Namur) à Ottignies et Wavre via Charleroi ; les seconds étant limités à Charleroi-Central.

#### Week-end et jours fériés
La desserte comprend un train S61, toutes les deux heures, entre Namur et Ottignies via Charleroi.

### Intermodalité
Un parking pour les véhicules y est aménagé.

## Comptage voyageurs
Le graphique et le tableau montrent le nombre de passagers qui en moyenne embarquent durant la semaine, le samedi et le dimanche.
| Tableau: Nombre de voyageurs qui embarquent à la gare de Franière | Tableau: Nombre de voyageurs qui embarquent à la gare de Franière | Tableau: Nombre de voyageurs qui embarquent à la gare de Franière | Tableau: Nombre de voyageurs qui embarquent à la gare de Franière |
|                                                                   | Semaine                                                           | Samedi                                                            | Dimanche                                                          |
| ----------------------------------------------------------------- | ----------------------------------------------------------------- | ----------------------------------------------------------------- | ----------------------------------------------------------------- |
| 1977                                                              | 341                                                               | 109                                                               | 61                                                                |
| 1978                                                              | 319                                                               | 103                                                               | 87                                                                |
| 1979                                                              | 337                                                               | 120                                                               | 58                                                                |
| 1980                                                              | 339                                                               | 106                                                               | 82                                                                |
| 1981                                                              | 339                                                               | 127                                                               | 76                                                                |
| 1982                                                              | 311                                                               | 106                                                               | 76                                                                |
| 1983                                                              | 298                                                               | 90                                                                | 47                                                                |
| 1984                                                              | 275                                                               | 94                                                                | 66                                                                |
| 1985                                                              | 294                                                               | 85                                                                | 34                                                                |
| 1986                                                              | 281                                                               | 79                                                                | 40                                                                |
| 1987                                                              | 318                                                               | 77                                                                | 42                                                                |
| 1988                                                              | 320                                                               | 53                                                                | 89                                                                |
| 1989                                                              | 313                                                               | 45                                                                | 57                                                                |
| 1990                                                              | 235                                                               | 55                                                                | 42                                                                |
| 1991                                                              | 252                                                               | 50                                                                | 38                                                                |
| 1992                                                              | 235                                                               | 61                                                                | 41                                                                |
| 1993                                                              | 194                                                               | 56                                                                | 33                                                                |
| 1994                                                              | 196                                                               | 60                                                                | 27                                                                |
| 1995                                                              | 156                                                               | 59                                                                | 40                                                                |
| 1996                                                              | 207                                                               | 71                                                                | 31                                                                |
| 1997                                                              | 204                                                               | 56                                                                | 31                                                                |
| 1998                                                              | 205                                                               | 38                                                                | 26                                                                |
| 1999                                                              | 200                                                               | 44                                                                | 28                                                                |
| 2000                                                              | 194                                                               | 48                                                                | 26                                                                |
| 2001                                                              | 181                                                               | 32                                                                | 27                                                                |
| 2002                                                              | 130                                                               | 46                                                                | 31                                                                |
| 2003                                                              | 142                                                               | 39                                                                | 20                                                                |
| 2004                                                              | 161                                                               | 42                                                                | 22                                                                |
| 2005                                                              | 169                                                               | 42                                                                | 24                                                                |
| 2006                                                              | 141                                                               | 37                                                                | 24                                                                |
| 2007                                                              | 182                                                               | 35                                                                | 14                                                                |
| 2008                                                              | -                                                                 | -                                                                 | -                                                                 |
| 2009                                                              | 139                                                               | 25                                                                | 29                                                                |
| 2010                                                              | -                                                                 | -                                                                 | -                                                                 |
| 2011                                                              | -                                                                 | -                                                                 | -                                                                 |
| 2012                                                              | 159                                                               | 32                                                                | 32                                                                |
| 2013                                                              | 176                                                               | 38                                                                | 23                                                                |
| 2014                                                              | 185                                                               | 18                                                                | 21                                                                |
| 2015                                                              | 101                                                               | 35                                                                | 28                                                                |
| 2016                                                              | 131                                                               | 41                                                                | 30                                                                |
| 2017                                                              | 133                                                               | 40                                                                | 27                                                                |
| 2018                                                              | 153                                                               | 41                                                                | 29                                                                |
| 2019                                                              | 138                                                               | 31                                                                | 23                                                                |
| 2020                                                              | 96                                                                | 58                                                                | 51                                                                |
| 2021                                                              | -                                                                 | -                                                                 | -                                                                 |
| 2022                                                              | 152                                                               | 59                                                                | 56                                                                |
| 2023                                                              | 204                                                               | 42                                                                | 42                                                                |
| 2024                                                              | 246                                                               | 98                                                                | 85                                                                |

## Galerie de photographies

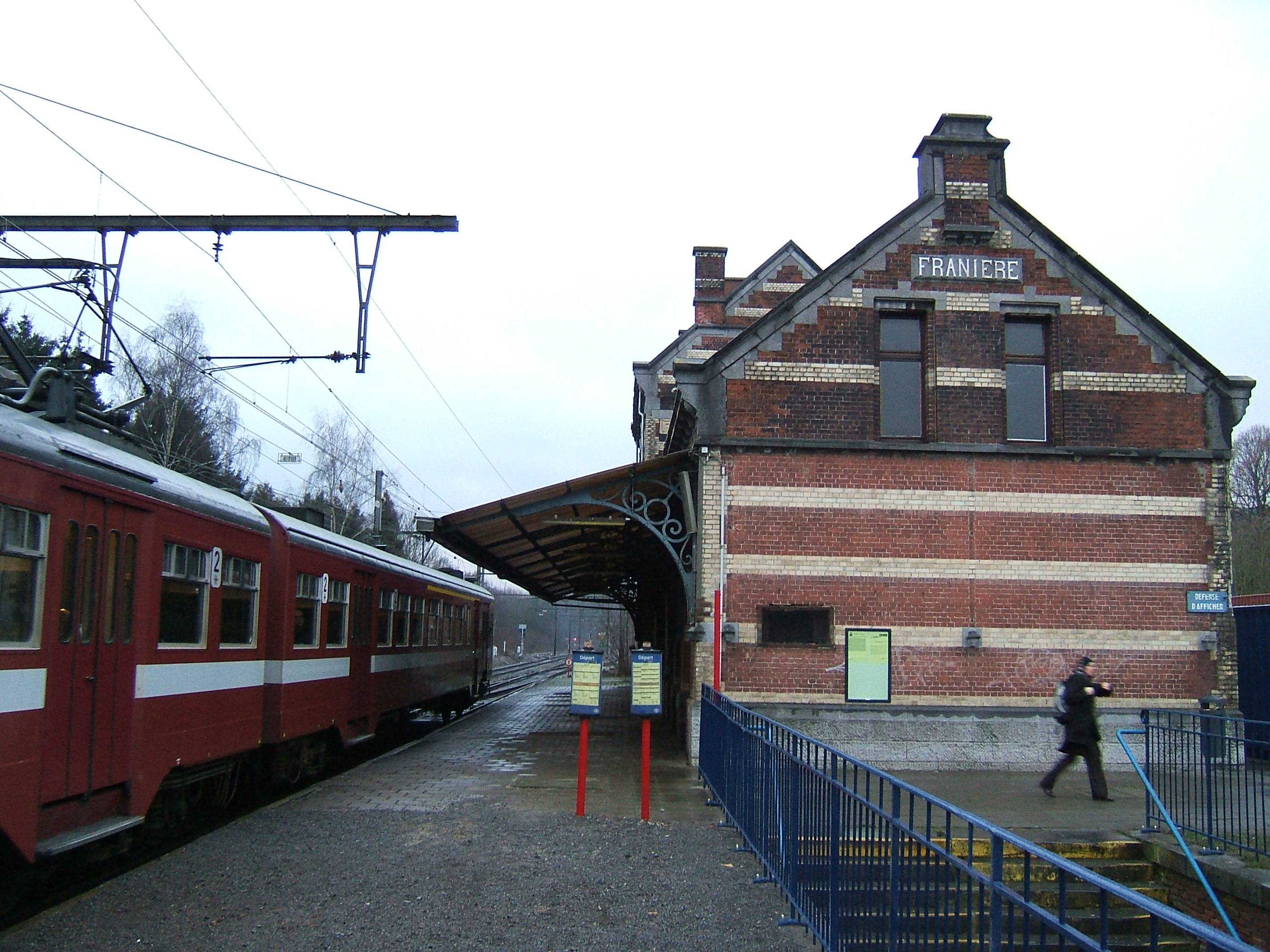
Gare et train en 2007.
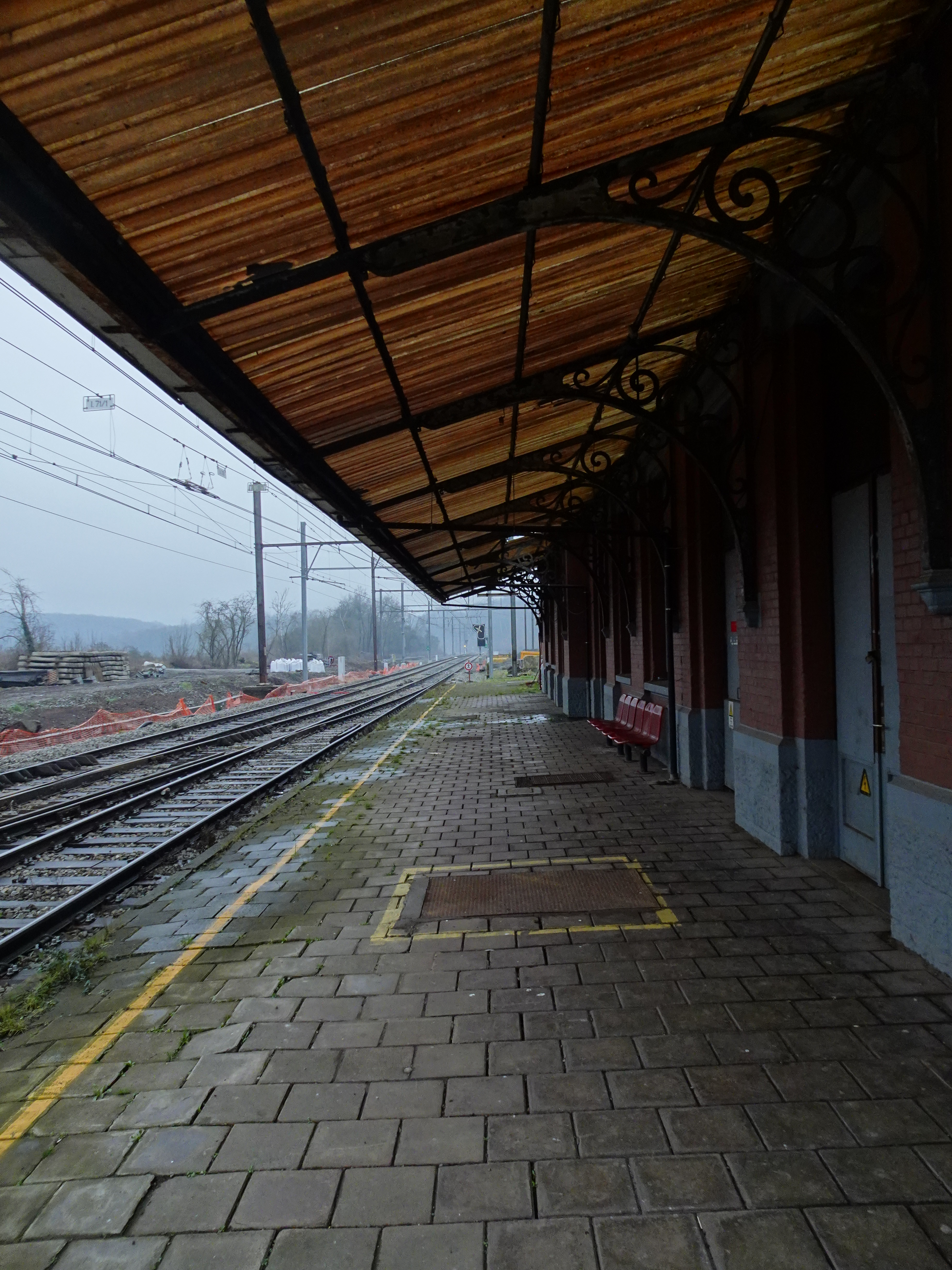
Marquise.
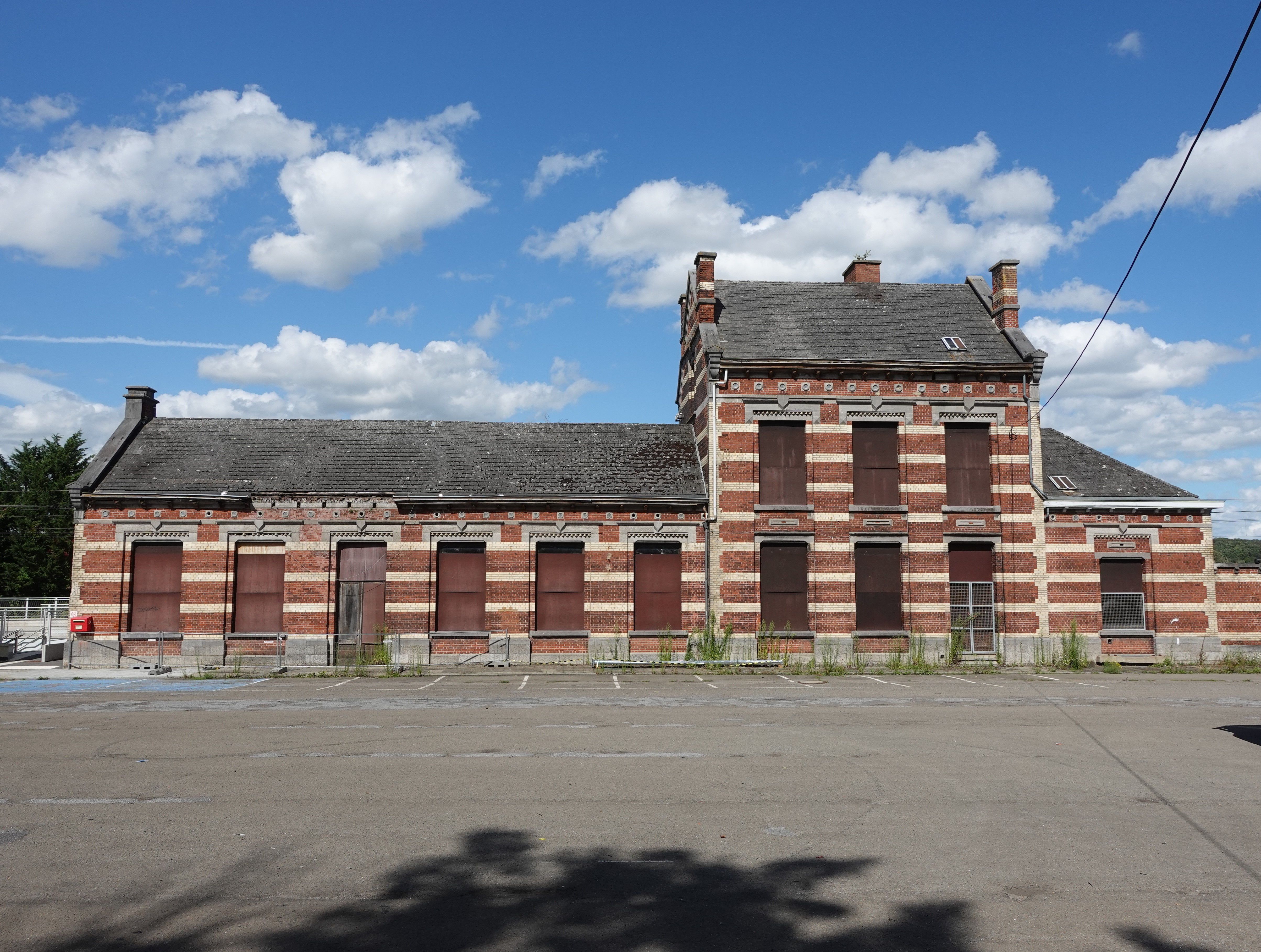
Place de la gare et bâtiment des recettes.
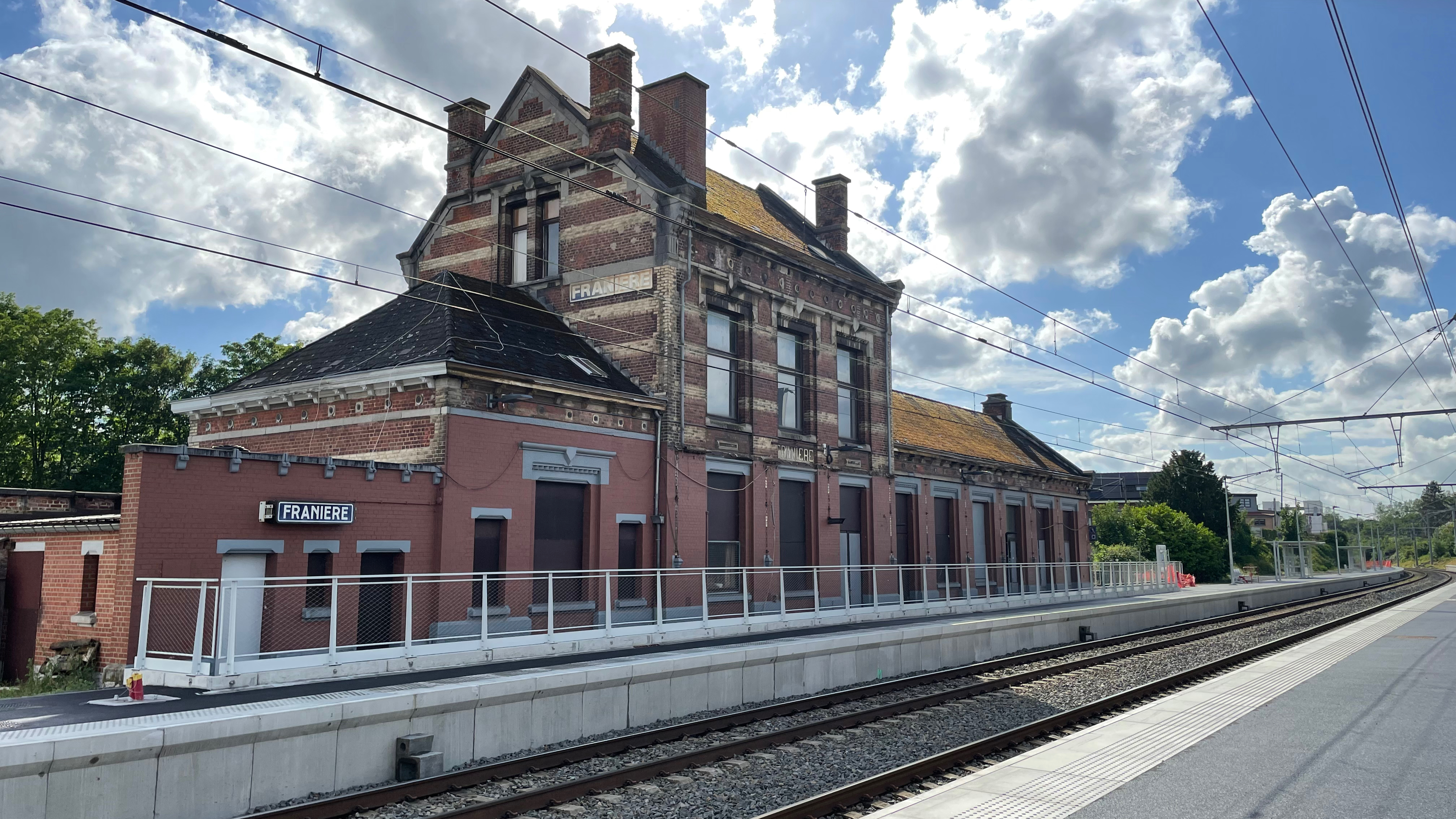
Après le rehaussement des quais.
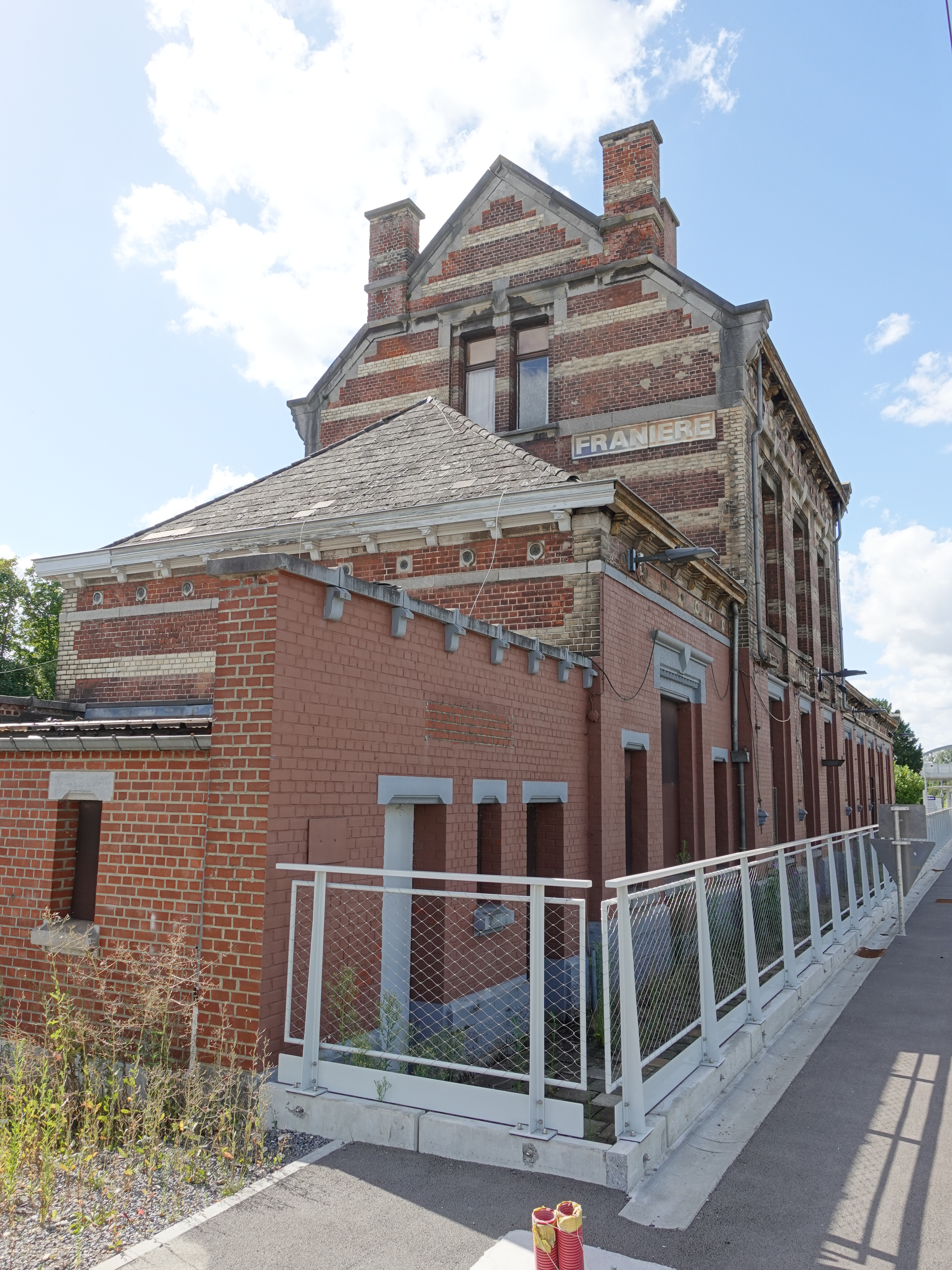
Détail.
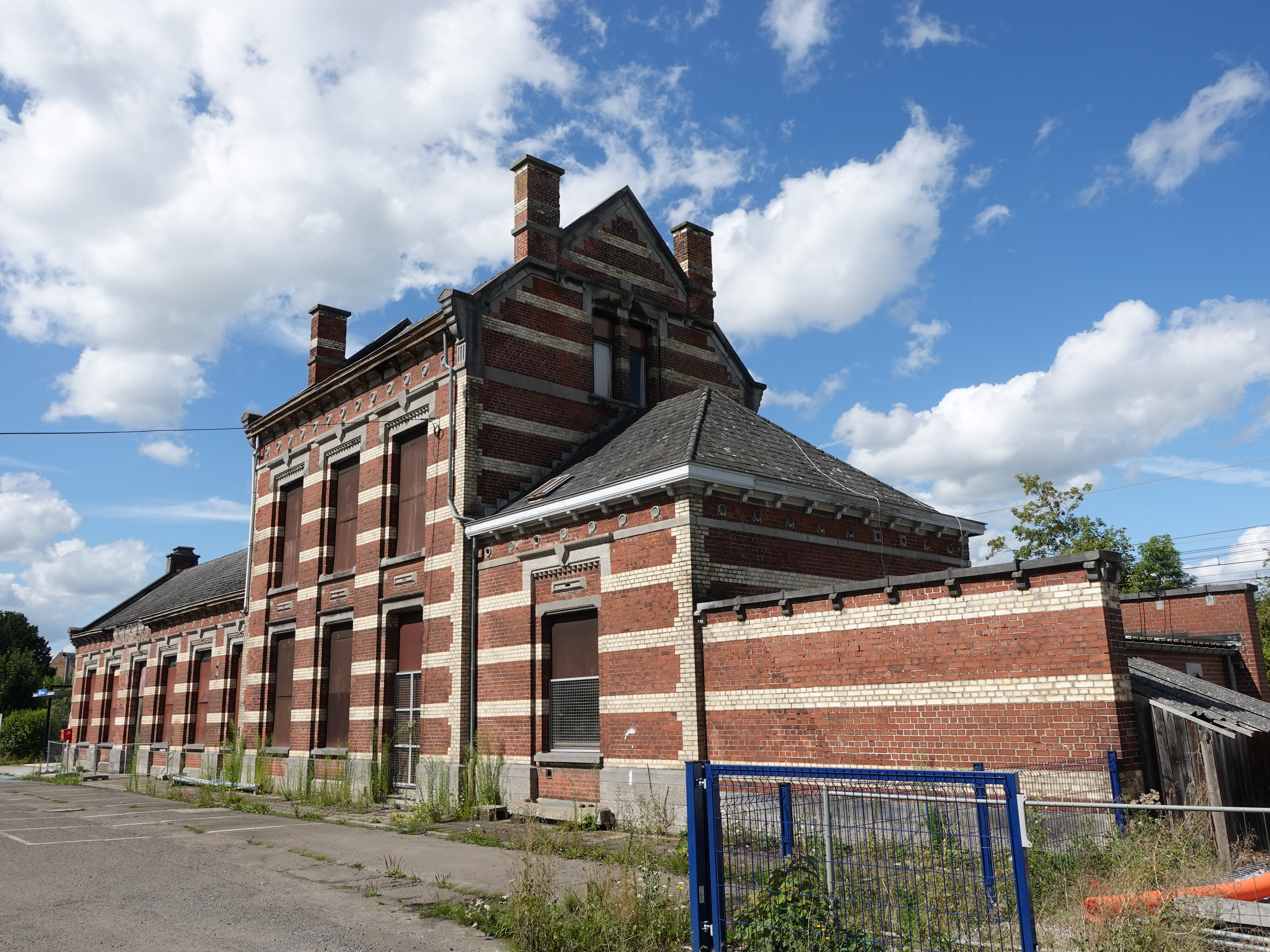
Côté rue.
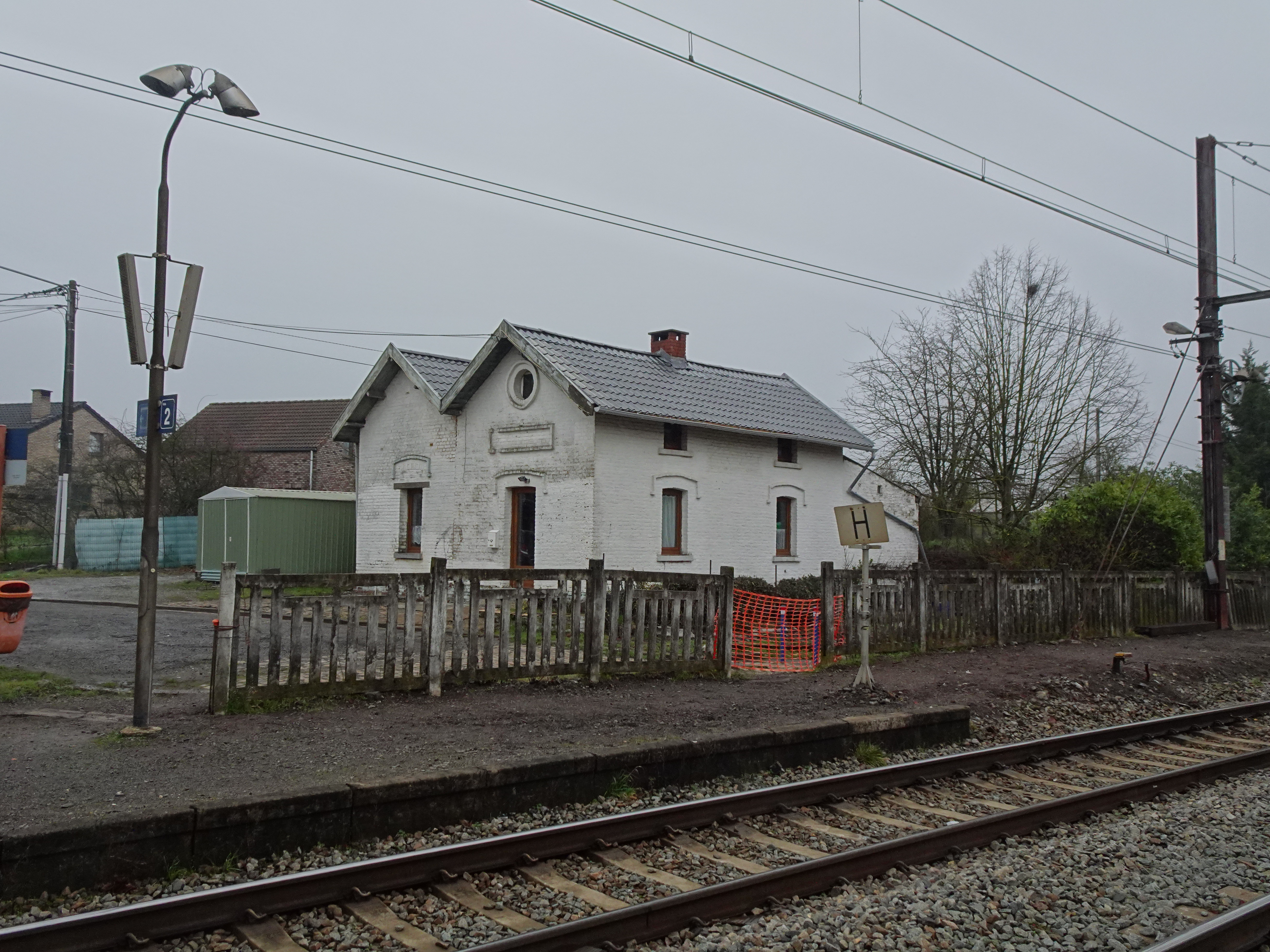
Ancienne maison du passage à niveau.